# Gainesville (Georgia)

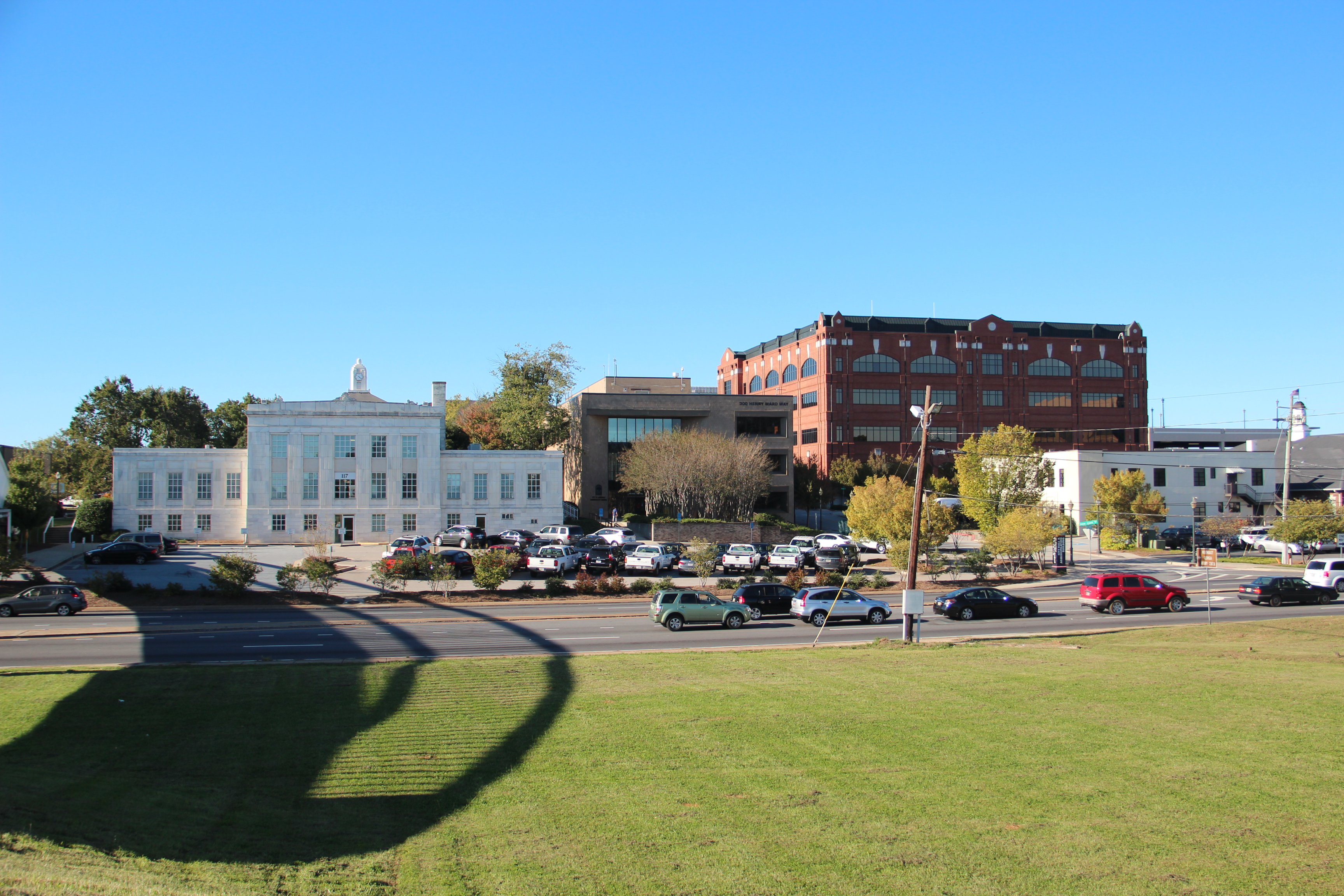
Centro de Gainesville

Gainesville es una ciudad ubicada en el condado de Hall en el estado estadounidense de Georgia. En el censo de 2000, su población era de 25 578 habitantes. Se encuentra a la orilla del lago Lanier. Según el censo de 2020 , la ciudad tenía una población de 42 296 habitantes. Debido a su gran número de plantas procesadoras de aves de corral, se la ha llamado la "Capital avícola mundial". Gainesville es la principal ciudad del área estadística metropolitana de Gainesville (Georgia), que está incluida en el área estadística combinada Atlanta – Sandy Springs –Gainesville, Georgia.

## Historia
Gainesville fue establecido como "Mule Camp Springs" por colonos europeo-americanos a principios del siglo XIX. Menos de tres años después de la organización del condado de Hall el 15 de diciembre de 1818, Mule Camp Springs pasó a llamarse "Gainesville" el 21 de abril de 1821. Fue nombrado en honor al general Edmund P. Gaines, un héroe de la guerra. de 1812 y un destacado topógrafo militar y constructor de carreteras. Gainesville fue seleccionada como sede del condado y constituida por la Asamblea General de Georgia el 30 de noviembre de 1821.
Una fiebre del oro que comenzó en el cercano condado de Lumpkin en la década de 1830 resultó en un aumento en el número de colonos y el comienzo de una comunidad empresarial. A mediados del siglo XIX, Gainesville tuvo dos acontecimientos importantes. En 1849, se estableció como un centro turístico, y la gente se sentía atraída por los manantiales. En 1851, gran parte de la pequeña ciudad fue destruida por un incendio.
Después de la Guerra Civil, Gainesville comenzó a crecer a partir de 1870. En 1871, el Atlanta and Richmond Air-Line Railway , más tarde reorganizado en The Atlanta and Charlotte Air Line Railroad, comenzó a hacer escala en Gainesville, aumentando sus vínculos con otros mercados y estimulando empresas y población. Creció de 1.000 en 1870 a más de 5.000 en 1900.
En 1898, las fábricas textiles se habían convertido en el principal motor de la economía, y el ferrocarril era fundamental para entregar algodón en rama y transportar los productos de las fábricas. Con los ingresos generados por las fábricas, en 1902, Gainesville se convirtió en la primera ciudad al sur de Baltimore en instalar farolas. El 1 de marzo de 1905, comenzó la entrega gratuita de correo en Gainesville y el 10 de agosto de 1910 se abrió la oficina de correos de Gainesville. El 22 de diciembre de 1915, se inauguró formalmente el primer rascacielos de la ciudad, el Edificio Jackson. En 1919, Southern Bell realizó mejoras en el sistema telefónico.
Los servicios de la ciudad comenzaron en Gainesville el 22 de febrero de 1873, con la elección de un mariscal de la ciudad, seguido de la recolección de desechos sólidos en 1874. En 1890, se aprobó una emisión de bonos para financiar las obras hidráulicas y se desarrolló el sistema de distribución de agua original.
En 1943, en el apogeo de la Segunda Guerra Mundial , Gainesville contribuyó al esfuerzo bélico alquilando el aeropuerto al gobierno de Estados Unidos por 1 dólar. Los militares lo utilizaron como estación aeronaval con fines de entrenamiento. En 1947, el aeropuerto fue devuelto a la ciudad de Gainesville, mejorado con la adición de dos pistas de aterrizaje de 4000 pies (1200 m) (una de las cuales se alargó posteriormente a 5500 pies (1700 m)).
Después de la Segunda Guerra Mundial, un empresario llamado Jesse Jewell inició la industria avícola en el norte de Georgia. Desde entonces, los pollos se han convertido en el cultivo agrícola más importante del estado. Esta industria de mil millones de dólares al año le ha dado a Gainesville el título de "Capital avícola mundial".
En 1956, el Cuerpo de Ingenieros del Ejército de EE. UU. construyó el lago Sidney Lanier, mediante la construcción de la presa Buford en el río Chattahoochee . Durante los Juegos Olímpicos de Verano de 1996 , Gainesville sirvió como sede para las competencias de medallas de remo y kayak, que se llevaron a cabo en el lago Lanier.
Gainesville obtuvo la acreditación de su Departamento de Parques y Recreación en 2001. Este fue el tercer departamento del estado en ser acreditado. La planta de tratamiento de agua de Lakeside se inauguró en 2002. La ciudad ha patrocinado nuevas actividades sociales, incluido el Festival del Pollo de Primavera en 2003, la reunión Art in the Square en 2004 y el "Dredgefest" en 2008.
En 2008 se produjo la reapertura del Fair Street Neighborhood Center, la reapertura del Linwood Water Reclamation Facility Grand y la finalización del muelle de pesca de Longwood Park.
El 28 de enero de 2021, una planta avícola en Gainesville filtró nitrógeno líquido, matando a 6 personas y hospitalizando a 12.

## Geografía
Gainesville está ubicado en el centro del condado de Hall en 34 ° 18′16 ″ N 83 ° 50′2 ″ W (34.304490, -83.833897). Limita al suroeste con la ciudad de Oakwood. La Interestatal 985 / Ruta estadounidense 23 pasa por la parte sur de la ciudad y conduce al suroeste a 54 millas (87 km) hasta Atlanta y al noreste a 23 millas (37 km) hasta Baldwin y Cornelia. La ruta estadounidense 129 atraviesa el lado este de la ciudad y conduce al norte a 39 km (24 millas) hasta Cleveland y al sureste a 34 km (21 millas) hasta Jefferson.
Según la Oficina del Censo de Estados Unidos, la ciudad tiene una superficie total de 33,9 millas cuadradas (87,7 km 2), de las cuales 31,9 millas cuadradas (82,7 km 2) son tierra y 1,9 millas cuadradas (5,0 km 2), o 5,75%, son agua.
Ubicado en las estribaciones de las montañas Blue Ridge, partes de Gainesville se encuentran a lo largo de la costa de uno de los destinos de aguas interiores más populares del país, el lago Lanier. El lago, que lleva el nombre del veterano confederado, autor y músico de Georgia, Sidney Lanier, fue creado en 1956 cuando el Cuerpo de Ingenieros del Ejército de EE. UU. represó el río Chattahoochee cerca de Buford e inundó el valle del río. Aunque se creó principalmente para la hidroelectricidad y el control de inundaciones, también sirve como depósito que suministra agua a la ciudad de Atlanta y es una atracción recreativa muy popular en todo el norte de Georgia.
Gran parte de Gainesville está densamente boscosa, con árboles tanto de hoja caduca como de coníferas.

### Clima
Al igual que el resto del norte de Georgia, Gainesville tiene un clima subtropical húmedo ( clasificación climática de Köppen Cfa), con inviernos frescos a suaves y veranos calurosos y húmedos.

#### Clima severo
Si bien Gainesville no se encuentra en Tornado Alley , una región de los Estados Unidos donde el clima severo es común, las tormentas Supercell pueden azotar en cualquier momento entre marzo y noviembre, concentrándose principalmente en la primavera. Las alertas de tornado son frecuentes en la primavera y el verano, con una advertencia que aparece al menos cada dos años, ocasionalmente con más de una por año.
La actividad de tornados en el área de Gainesville está por encima del promedio del estado de Georgia y es un 108% mayor que el promedio general de EE. UU. Gainesville fue el lugar de un mortal F4 el 1 de junio de 1903 , que mató a 98 personas. Gainesville fue el lugar del quinto tornado más mortífero en la historia de Estados Unidos en 1936, en el que Gainesville quedó devastada y 203 personas murieron. En abril de 1974 , un tornado F4 a 22,6 millas del centro de la ciudad de Gainesville mató a seis personas e hirió a treinta. En diciembre de 1973, un tornado F3 a 3,4 kilómetros del centro de la ciudad hirió a veintiún personas. Ambas tormentas causaron entre $500,000 y $5,000,000 en daños a la propiedad. El 20 de marzo de 1998 , un tornado F3 impactó el área metropolitana de Gainesville temprano en la mañana, matando a 12 personas e hiriendo a otras 171. Otro tornado F3 ese mismo día mató a otras 2 personas e hirió a otras 27 en el área de Stoneville.

## Transporte

### Carreteras principales
- Interstatal 985
- Ruta estatal 347
- Ruta estatal 23
- Ruta estatal 129
- Ruta de los Estados Unidos 129 Comercial
- Ruta estatal 11
- Ruta estatal 11 Comercial
- Ruta estatal 13
- Ruta estatal 53
- Conector de la ruta estatal 53
- Ruta estatal 60
- Conector de la ruta estatal 60
- Ruta estatal 284
- Ruta estatal 365
- Ruta estatal 365 Business
- Ruta estatal 369

### Peatones y ciclistas
- Sendero de Tierras Altas a Isla (en construcción)
- Vía verde del centro de la ciudad
- Senderos de Wilshire

### Transporte masivo
- La estación Gainesville Amtrak está situada en 116 Industrial Boulevard. El tren Crescent de Amtrak conecta Gainesville con las ciudades de Nueva York, Filadelfia, Baltimore, Washington, Greensboro, Charlotte, Atlanta, Birmingham y Nueva Orleans. El tren en dirección sur llega los sábados, lunes y miércoles por la mañana, y el tren en dirección norte los domingos, martes y jueves por la noche.
- La conexión de Gainesville fue reemplazada por WeGo en 2021.

### Aeropuerto
- El aeropuerto Lee Gilmer Memorial (GVL), construido en 1940, es un aeropuerto de propiedad de la ciudad con dos pistas (5500 pies y 4001 pies) y admite operaciones de taxi aéreo, operaciones itinerantes, operaciones locales y operaciones militares. Los aviones incluyen 116 aviones monomotor, 21 aviones multimotor, 2 aviones con motor a reacción y 1 helicóptero. Además, Gainesville tiene tres helipuertos, Beaver Trail, Lanier Park Hospital y Latham Creek.

## Economía

### Avicultura
La industria avícola en Gainesville comenzó a desarrollarse después de la Segunda Guerra Mundial, cuando Jesse Jewell, un vendedor de alimentos de Gainesville, comenzó su negocio. El formato que desarrolló fue vender pollitos a los agricultores del norte de Georgia y alimentarlos a crédito . Cuando los polluelos crecieran, Jewell volvería a comprar los pollos adultos (pollos de engorde) a un precio que cubriría sus costos y garantizaría a los agricultores una ganancia. Una vez que Jewell contrató suficientes agricultores para producir pollos de engorde para él, invirtió en su propia planta de procesamiento y criadero.
En 2013, la avicultura sigue siendo un importante motor económico en Gainesville, y representa a seis de sus diez principales empleadores (7.600 empleados), casi una cuarta parte de la población total de la ciudad en 2010 (y una mayor proporción de la población en edad de trabajar). Es el negocio más conocido de la zona, con ingresos a nivel estatal que superan los 3.000 millones de dólares. Estos trabajos han atraído a numerosos trabajadores hispanos, lo que se suma a la diversidad de familias en la ciudad y el condado. La proporción de residentes hispanos y latinos es más del 40 por ciento de la población de la ciudad, donde se encuentran los empleos. Muchos de los trabajadores son inmigrantes indocumentados.

### Principales empleadores
Según el Informe financiero anual integral de 2012 de Gainesville, los principales empleadores de la ciudad son:
| #  | Empleador                       | # Empleados |
| -- | ------------------------------- | ----------- |
| 1  | Northeast Georgia Health System | 5,030       |
| 2  | Fieldale Farms                  | 2,400       |
| 3  | Pilgrim's                       | 1,600       |
| 4  | Mar-Jac                         | 1,250       |
| 5  | Kubota                          | 960         |
| 6  | Coleman Natural                 | 900         |
| 7  | The Longstreet Clinic           | 580         |
| 8  | Koch Foods                      | 521         |
| 9  | ZF                              | 440         |
| 10 | MP Equipment                    | 110         |

## Cultura

### Arte y teatro

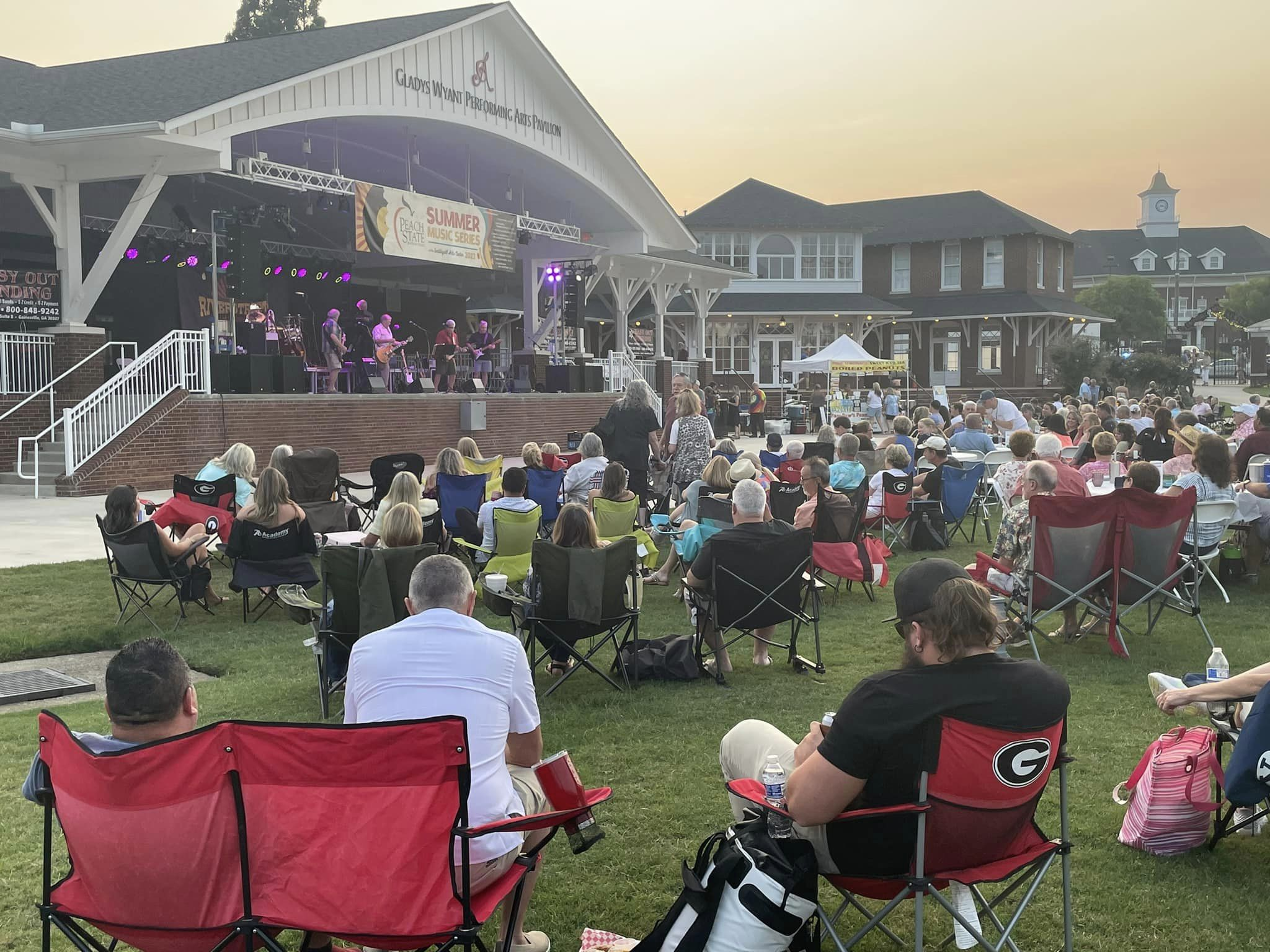
Complejo del Centro de Artes Smithgall, incluido el Pabellón de Artes Escénicas Gladys Wyant

En Gainesville se ha creado la Gainesville Theatre Alliance (GTA, en sus siglas en inglés), que es una asociación entre la Universidad Brenau, la Universidad del Norte de Georgia, Theatre Wings y la Professional Company. Esta asociación ofrece entretenimiento teatral para toda la comarca de Gainesville. La GTA emplea a actores profesionales y estudiantes en sus producciones, y sus actuaciones han sido aclamadas a escala nacional.
Brenau University Galleries, fundada en 1985 por el presidente de la Universidad Brenau, el Dr. John S. Burd, está ubicada en el campus histórico de Gainesville y consta de cinco galerías de arte creadas para albergar su colección de arte permanente de más de 5 000 obras. Las galerías realizan exposiciones rotativas locales, regionales, estudiantiles y nacionales. Las galerías sirven como recurso educativo y cultural para el noreste de Georgia a través de exhibiciones y programación pública gratuita.
El Centro de Historia del Noreste de Georgia es un museo creado por la Universidad Brenau en el centro de Gainesville, que se centra en el patrimonio de la región del noreste de Georgia. Algunas exposiciones notables son las denominadas La Tierra Prometida y el Salón de la Fama del Deporte del Noreste de Georgia.
El Arts Council es una organización sin fines de lucro enfocada en brindar a los residentes de Gainesville una amplia variedad de artes visuales, escénicas y literarias. Se sabe que la Orquesta Sinfónica de Atlanta actúa en este lugar. El Arts Council está ubicado en el Smithgall Arts Center, que es un antiguo depósito de trenes de dos pisos que el Arts Council compró a CSX Transportation en 1992. A principios de 2020, iniciaron la construcción de una ampliación, para incluir un nuevo pabellón de 6 300 pies cuadrados que contase con un escenario al aire libre y otras instalaciones multifuncionales. La cinta de esta expansión se cortó oficialmente el 16 de abril de 2021 y se llamó “ Pabellón de artes escénicas Gladys Wyant ” en honor a Gladys Wyant, quien ha sido directora ejecutiva del Arts Council durante los más de 37 años anteriores. Este lugar, conocido por muchos como "The Gladys", se ha convertido rápidamente en uno de los lugares para eventos más populares de Gainesville y de todo el norte de Georgia en su conjunto.
El Quinlan Visual Arts Center es una asociación de artes sin fines de lucro fundada inicialmente como Gainesville Arts Association en 1942. El Quinlan Visual Arts Center actúa como una exhibición, con múltiples galerías en exhibición durante todo el año, así como un centro de eventos. También está afiliado al Arts Council y ofrece clases de arte tanto para niños como para adultos.
La Orquesta Sinfónica de Gainesville (GSO) fue una orquesta voluntaria fundada en 1982 como Orquesta Sinfónica de Lanier. Sin embargo, debido a la falta de financiación durante la Gran Recesión, la GSO cerró en 2013 después de casi treinta años de funcionamiento.
En Gainesville también hay una Compañía de Ballet de Gainesville, que es una asociación con la Universidad Brenau y la Escuela de Danza de Gainesville. Una de sus actuaciones más populares a lo largo del año es El Cascanueces de Chaikovsky.
El cementerio de Alta Vista es un cementerio ubicado a las afueras del centro de Gainesville. Aquí está enterrado el famoso general confederado James Longstreet. Otras tumbas notables son las de varios gobernadores de Georgia, un astronauta, un científico espacial, un artista de circo y la del pionero avícola Jesse Jewell, en honor al cual ha sido bautizada la calle principal de Gainesville).

## Demografía
En el 2000 la renta per cápita promedia del hogar era de 36 605 dólares, y el ingreso promedio para una familia era de 43 734 dólares. El ingreso per cápita para la localidad era de 19 128 dólares. Los hombres tenían un ingreso per cápita de 24 729 dólares frente a los 25 075 dólares de las mujeres.

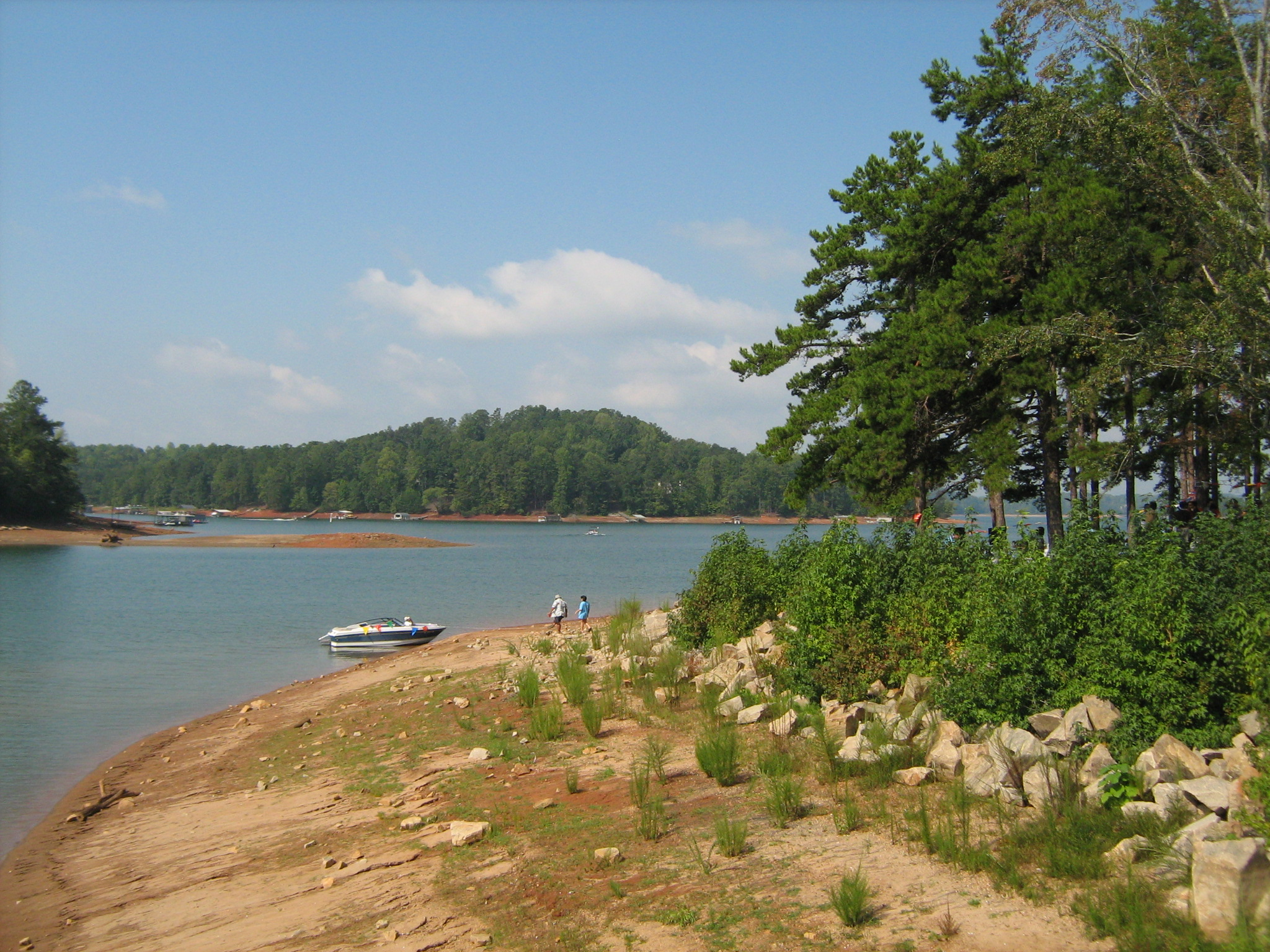
Vista del lago Lanier, cerca de Gainesville

## Geografía
Gainesville se encuentra ubicado en las coordenadas 34°18′16″N 83°50′2″O / 34.30444, -83.83389 (34.304444, -83.833889).
Según la Oficina del Censo, la localidad tiene un área total de 75,4 km² (29,1 mi²), de la cual 70,2 km² (27,1 mi²) es tierra y 5,2 km² (2 mi²) (6.89%) es agua.

### Composición racial de Gainesville
| Race                                          | Núm.   | Perc.  |
| --------------------------------------------- | ------ | ------ |
| Blancos (no hispánicos)                       | 17 852 | 42.21% |
| Afroamericanos                                | 6 033  | 14.26% |
| Pueblos nativos de los Estados Unidos         | 60     | 0.14%  |
| Asiáticos                                     | 1 450  | 3.43%  |
| Isleños del Pacífico                          | 29     | 0.07%  |
| Otros/Mixtos                                  | 1 222  | 2.89%  |
| Latinoamericanos e hispanos en Estados Unidos | 15 650 | 37.0%  |

Según el censo de Estados Unidos de 2020, había 42 296 personas, 13 314 hogares y 8 796 familias residiendo en la ciudad.

### Censo de 2010
Según el Censo de 2010, había 33 804 personas, 11 273 hogares y 7 165 familias residiendo en la ciudad. La densidad de población era de 1.161,6 habitantes por milla cuadrada (450,7/km 2 ). Había 12 967 unidades de vivienda con una densidad media de 445,6 por milla cuadrada (172,0/km 2 ). La composición racial de la ciudad era 54,2% blanca , 15,2% afroamericana , 0,6% nativa americana , 3,2% asiática , 0,2% isleña del Pacífico , 23,4% de otras razas y 3,2% de dos o más razas. Los residentes hispanos o latinos de cualquier raza constituían el 41,6% de la población.
Había 11 273 hogares, de los cuales el 30,3% tenían hijos menores de 18 años que vivían con ellos, el 39,3% eran parejas casadas que vivían juntas, el 18,2% tenían una cabeza de familia sin marido presente y el 36,4% no eran familias. El 28,9% de todos los hogares estaban formados por personas individuales y el 3,64% tenía alguien que vivía solo y tenía 65 años o más. El tamaño medio del hogar era de 2,85 y el tamaño medio de la familia era de 3,55.
La distribución por edades fue 33,9% menores de 20 años, 9,5% de 20 a 24, 29,2% de 25 a 44, 16,7% de 45 a 64 y 10,5% de 65 años o más. La mediana de edad fue 29,5 años. Por cada 100 mujeres había 91,6 hombres. Por cada 100 mujeres de 20 años y más, había 84,4 hombres.
El ingreso medio de un hogar en la ciudad era de 38 119 dólares y el ingreso medio de una familia era de 43.734 dólares. Los hombres tenían un ingreso medio de 26 377 dólares frente a 20 531 dólares de las mujeres. El ingreso per cápita de la ciudad fue de 19.439 dólares. Aproximadamente el 24,9% de las familias y el 29,1% de la población estaban por debajo del umbral de pobreza , incluido el 40,7% de los menores de 18 años y el 17,6% de los de 65 años o más. En mayo de 2013, la tasa de desempleo era del 6,9%, menos que la tasa general en Georgia del 8,3% y en Estados Unidos del 7,6%.
De la población de 15 años y más, el 31,0% nunca ha estado casada; el 50,0% está actualmente casado; el 2,4% están separados; el 7,7% son viudos; y el 9,9% están divorciados.

### Población histórica
- 1860 - 344
- 1870 - 472 - 37,2%
- 1880 - 1 919 - 306,6%
- 1890 - 3 202 - 66,9%
- 1900 - 4 382 - 36,9%
- 1910 - 5 925 - 35,2%
- 1920 - 6 272 - 5,9%
- 1930 - 8 624 - 37,5%
- 1940 - 10 243 - 18,8%
- 1950 - 11 936 - 16,5%
- 1960 - 16 523	 - 38,4%
- 1970 - 15 459 - −6,4%
- 1980 - 15 280 - −1,2%
- 1990 - 17 885 - 17,0%
- 2000 - 25 578 - 43,0%
- 2010 - 33 804 - 32,2%
- 2020 - 42 296 - 25,1%

## Atención sanitaria
En Gainesville se encuentra el Centro médico del noreste de Georgia Gainesville, que alberga un Centro de traumatología de nivel I y el Centro cardíaco de Georgia.

## Gobierno e infraestructura
La prisión estatal de Arrendale del Departamento Correccional de Georgia es una prisión de mujeres ubicada en el condado no incorporado de Habersham, cerca de Alto, y en el área de Gainesville.

## Educación
Tres afroamericanos, Beulah Rucker, EE Butler y Ulysses Byas fueron pioneros de la educación en Gainesville y el condado de Hall. Rucker fundó la escuela primaria Timber Ridge, la primera escuela para niños negros en Gainesville, en 1911. En 1951 estableció una escuela secundaria nocturna para veteranos afroamericanos, que era la única escuela secundaria para veteranos en Georgia. EE Butler trabajó como educador durante sólo un año antes de obtener su licencia de médico. En 1954, se convirtió en uno de los dos primeros hombres negros en la Junta de Educación de las Escuelas de la ciudad de Gainesville, una situación muy inusual en los Estados Unidos. Cuando las escuelas se integraron en 1969, a Byas, como a la mayoría de los directores de escuelas negros, se le ofreció una degradación. En lugar de aceptar un trabajo como subdirector en Gainesville High School, se mudó a Tuskegee, Alabama, donde se convirtió en el primer superintendente escolar negro del país.

### Escuelas históricas
EE Butler High School era una escuela segregada creada en 1962 en respuesta a las demandas judiciales de igualación de recursos para los estudiantes negros. Tras la integración de las escuelas públicas, se cerró en 1969.

### Distrito escolar de la ciudad de Gainesville
El distrito escolar de la ciudad de Gainesville ofrece desde preescolar hasta el grado doce y consta de cinco escuelas primarias, una escuela intermedia y una escuela secundaria. El distrito tiene 282 maestros de tiempo completo y más de 4.438 estudiantes. Su única escuela secundaria, La Escuela Secundaria Gainesville (Gainesville High School), cuenta con varios alumnos notables, incluidos Deshaun Watson, mariscal de campo de los Cleveland Browns, Cris Carpenter, exjugador de béisbol profesional (St. Louis Cardinals, Florida Marlins, Texas Rangers, Milwaukee Brewers), Tasha Humphrey, jugador de baloncesto profesional, y Micah Owings, actual jugador de béisbol profesional (Arizona Diamondbacks, Cincinnati Reds, San Diego Padres). La mascota de Gainesville High School es el Elefante Rojo.

### Distrito Escolar del Condado de Hall
El distrito escolar del condado de Hall ofrece desde preescolar hasta el grado doce y consta de veintiún escuelas primarias, seis escuelas intermedias y siete escuelas secundarias. El distrito tiene 1.337 profesores de tiempo completo y más de 21.730 estudiantes. Las escuelas secundarias de este distrito han producido varios alumnos notables, entre ellos, Connor Shaw , mariscal de campo titular del equipo de fútbol americano Gamecocks de la Universidad de Carolina del Sur ; Casey Cagle, Vicegobernador del Estado de Georgia; James Mills, Representante del Estado de Georgia; AJ Styles, luchador profesional; Deshaun Watson, quarterback titular de los Houston Texans, Mike "MoonPie" Wilson, exjugador de fútbol americano de la NFL; Chester Willis, exjugador de fútbol americano de la NFL ; Jody Davis , ex receptor de los equipos de béisbol Chicago Cubs y Atlanta Braves; Billy Greer , bajista de la banda de rock progresivo Kansas ; Corey Hulsey , exjugador de fútbol americano de los Oakland Raiders de la NFL; Robin Spriggs, autor y actor; y Martrez Milner, ala cerrada de fútbol americano.

### Educación privada
Gainesville tiene tres escuelas privadas: Riverside Military Academy , que es una escuela privada, de preparación universitaria, internada y diurna para niños de 6.º a 12.º grado; Lakeview Academy , una escuela preparatoria universitaria privada y no confesional; y Brenau Academy, una escuela residencial femenina de preparación universitaria para los grados 9 a 12, que forma parte del sistema de la Universidad de Brenau.

### Educación superior
Gainesville tiene varias instituciones de educación superior: Universidad de North Georgia (anteriormente Gainesville State College ), que se estableció el 8 de enero de 2013, como resultado de la consolidación de North Georgia College and State University y Gainesville State College; Universidad Brenau, una institución de educación superior privada, sin fines de lucro, de pregrado y posgrado; la Facultad Interactiva de Tecnología; y Colegio Técnico Lanier.

## Ley
Fundada en 2005, la Oficina del Defensor Público de Gainesville brinda representación a personas acusadas de delitos graves en el condado de Hall. Los abogados de la oficina han sido reconocidos por su participación comunitaria, así como por su perspicacia en la sala del tribunal. En 2008, un abogado de primer año impugnó con éxito la Ley de Registro de Delincuentes Sexuales en la Corte Suprema de Georgia.

## Ciudades hermanadas
- Eger, Heves, Hungría Septentrional, Hungría.
- Unnao, Uttar Pradesh, India.